# Eddie Shore
Edward William Shore (25 de novembro de 1902 - 16 de março de 1985) foi um jogador profissional de hóquei no gelo canadense, que actuou como defensor principalmente para o Boston Bruins da National Hockey League americana. Shore ganhou o Troféu Hart como jogador mais valioso da liga quatro vezes, mais do que qualquer defensor, e terceiro na classificação geral atrás de Wayne Gretzky e Howe Gordie. Shore foi nomeado uma estação NHL All-Star das oito primeiras nove temporadas que a liga nomeou tais equipes, a temporada só não conseguiu fazer ele perdeu mais da metade do cronograma devido à lesão. Um brutamontes conhecido pela NHL Shore como um violento, um recorde então para NHL: 165 penas de minutos em sua segunda temporada.

## Carreira
Shore jogou com a Regina Capitals do Western Canada Hockey League em 1925. Sua equipe terminou em último no campeonato e dobrou no final da temporada. Shore mudou-se para o então campeão da liga Esquimós Edmonton em 1926, onde se converteu de frente para a defesa e ganhou o apelido de "Express Edmonton". Quando a ocidental Hockey League (renomeado da WCHL) dobrou em 1926, Costa foi vendido para o Boston Bruins da NHL. Como um novato, ele marcou 12 gols e seis assistências para um total de 18 pontos e acumulou 130 minutos de penalização. Shore ajudou os Bruins ganhar sua primeira Copa Stanley em 1929.
Na temporada 1925-26, Billy Coutu e Sprague Cleghorn do Montreal Canadiens foram negociados para o Boston Bruins. Durante o seu primeiro treino com os Bruins, Shore desfilaram frente e para trás na frente de Coutu e Cleghorn. Coutu corpo bateu, cabeça-butted, deu uma cotovelada e tentou atormentar Shore. Em seguida Coutu pegou o disco e fez uma corrida de Shore. Os dois jogadores colidiram. Shore manteve firme e Coutu voou pelo ar violentamente cair no gelo. Ouvido Shore foi quase arrancado, mas ele mal percebeu. Coutu estava frio e esteve fora de serviço por uma semana. Shore visitou vários médicos que queriam amputar a orelha, mas não encontrou quem costurou-o novamente. Depois de se recusar anestesia, Shore usou um espelho para ver o médico costurar a orelha por diante. Shore alegou Coutu usou sua vara de hóquei para cortar a orelha, e Coutu foi multado em R$ 50,00. Shore depois se retratou e dinheiro Coutu foi reembolsado. Outro incidente incomum envolvendo Shore ocorreu em janeiro de 1930, quando ele foi desafiado para uma luta de boxe pelo jogador de beisebol Shires Arte. Enquanto o Presidente Frank Calder da NHL disse que a participação que Shore foi até gerente Bruins Art Ross' decidiu, o jogador de baseball comissário Juiz Kenesaw Montanha Landis vetou a participação de Shore, e o jogo nunca foi realizado. Em 24 de janeiro de 1933, durante um jogo contra o Montreal, Shore acidentalmente perfurado NHL árbitro-chefe Cooper Smeaton durante uma briga com Sylvio Mantha e foi multado em 100 dólares .
Em Boston em 12 de dezembro de 1933, Shore terminou a carreira de Toronto Maple Leafs estrela Ace Bailey quando ele bateu Bailey por trás. Shore tinha verificado Bailey, aparentemente em retaliação por uma batida que tinha recebido de Shore companheiro de equipe de Bailey Red Horner momentos antes. Quando a cabeça de Bailey bater o gelo, ele ficou inconsciente e entrou em convulsão. Em retaliação, Leafs durão Red Horner perfurado Shore, cuja cabeça bateu no gelo quando ele caiu do golpe. Shore foi nocauteado e exigiu sete pontos, mas não foi ferido seriamente. Bailey foi levado às pressas para o hospital em estado grave com uma fratura no crânio e foi operado por mais de quatro horas e há temores de que ele poderia morrer. Após o incidente, Shore foi suspenso por 16 jogos pela liga. Shore pediu desculpas aos Bailey após o jogo, e os dois apertaram as mãos no centro do gelo antes de um jogo benefício no Maple Leaf Gardens em honra de Bailey em 14 de fevereiro de 1934. Shore e os Bruins venceu seu segundo Stanley Cup em 1939. Shore aposentou e comprou a Springfield índios da American Hockey League , onde foi jogador-proprietário em 1939-40. Ele foi persuadido a voltar para os Bruins e jogou quatro jogos para a equipe antes de ser negociado com o New York americanos em 25 de janeiro de 1940. Ele ficou com os norte-americanos através da sua eliminação dos playoffs, e foi ao mesmo tempo brincando com os índios em seus jogos de playoff.

## Prêmios
- Melhor Jogador no campeonato de equipes Stanley Cup - 1928-29, 1938-39.
- Foi nomeado para o First WHL Team All-Star - 1925-1926.
- Ganhou o Hart Memorial Trophy como Jogador Mais Valioso da NHL - 1932-33, 1934-35, 1935-36, 1937-38.
- Foi nomeado para o First NHL Team All-Star - 1930-31, 1931-32, 1932-33, 1934-35, 1935-36, 1937-38, 1938-39.
- Foi nomeado para o Second NHL Team All-Star - 1933-34.
- Ganhou o Prêmio Lester B. Patrick para contribuições do hóquei - 1970.
- Introduziu-se no Hockey Hall of Fame - 1947.
- Introduziu-se nos Esportes do Canadá Hall of Fame - 1975.
- Foi classificado em 10° na lista The News Hockey dos 100 Maiores Jogadores de hóquei - 1998

## Estatísticas da carreira
| 1926–27    | Boston Bruins      | NHL        | 40  | 12  | 6   | 18  | 130  | 8  | 1 | 1  | 2  | 40  |
| 1927–28    | Boston Bruins      | NHL        | 43  | 11  | 6   | 17  | 165  | 2  | 0 | 0  | 0  | 8   |
| 1928–29    | Boston Bruins      | NHL        | 39  | 12  | 7   | 19  | 96   | 5  | 1 | 1  | 2  | 28  |
| 1929–30    | Boston Bruins      | NHL        | 42  | 12  | 19  | 31  | 105  | 6  | 1 | 0  | 1  | 26  |
| 1930–31    | Boston Bruins      | NHL        | 44  | 15  | 16  | 31  | 105  | 5  | 2 | 1  | 3  | 24  |
| 1931–32    | Boston Bruins      | NHL        | 45  | 9   | 13  | 22  | 80   | —  | — | —  | —  | —   |
| 1932–33    | Boston Bruins      | NHL        | 48  | 8   | 27  | 35  | 102  | 5  | 0 | 1  | 1  | 14  |
| 1933–34    | Boston Bruins      | NHL        | 30  | 2   | 10  | 12  | 57   | —  | — | —  | —  | —   |
| 1934–35    | Boston Bruins      | NHL        | 48  | 7   | 26  | 33  | 32   | 4  | 0 | 1  | 1  | 2   |
| 1935–36    | Boston Bruins      | NHL        | 45  | 3   | 16  | 19  | 61   | 2  | 1 | 1  | 2  | 12  |
| 1936–37    | Boston Bruins      | NHL        | 20  | 3   | 1   | 4   | 12   | —  | — | —  | —  | —   |
| 1937–38    | Boston Bruins      | NHL        | 48  | 3   | 14  | 17  | 42   | 3  | 0 | 1  | 1  | 6   |
| 1938–39    | Boston Bruins      | NHL        | 44  | 4   | 14  | 18  | 47   | 12 | 0 | 4  | 4  | 19  |
| 1939–40    | Boston Bruins      | NHL        | 4   | 2   | 1   | 3   | 4    | —  | — | —  | —  | —   |
| 1939–40    | New York Americans | NHL        | 10  | 2   | 3   | 5   | 9    | 3  | 0 | 2  | 2  | 2   |
| NHL totals | NHL totals         | NHL totals | 550 | 105 | 179 | 284 | 1047 | 55 | 6 | 13 | 19 | 181 |